# Borova glava
Borova glava je planinski prijevoj u Bosni i Hercegovini.
Nalazi se na nadmorskoj visini od 1288 metara. Preko prijevoja vodi magistralna cesta M-16 između Kupresa i Livna. Tijekom cijele godine, ali posebice tijekom zimskih mjeseci uz prometnicu se često mogu vidjeti livanjski divlji konji koji tu dolaze radi soli koja se posipa po kolniku. Zbog toga su na ovom području česte prometne nesreće.